# Amaranthus fimbriatus
Amaranthus fimbriatus là loài thực vật có hoa thuộc họ Dền. Loài này được (Torr.) Benth. mô tả khoa học đầu tiên năm 1880.